# Paul Goldstein
Paul Herbert Goldstein (Washington, D.C., 4 de agosto de 1976) é um ex-tenista profissional estadunidense.
Ele foi campeão de simples nos Jogos Pan-americanos de 1999.